# Großer Zapfenstreich der Nationalen Volksarmee
Der Große Zapfenstreich der Nationalen Volksarmee war die Form des feierlichen Zapfenstreichzeremoniells, die zwischen 1981 und 1989 in der DDR zu besonderen Anlässen aufgeführt wurde. Obwohl darin Elemente des traditionellen Zapfenstreichs, wie er seit Mitte des 19. Jahrhunderts in Preußen und später im Deutschen Reich aufgeführt wurde, enthalten waren, wies der Ablauf doch wesentliche, ideologisch begründete Unterschiede dazu auf.

## Entstehung
Am 1. März 1962, dem „Tag der Nationalen Volksarmee“, wurde zum ersten Mal in der DDR ein als Großer Zapfenstreich bezeichnetes Abendzeremoniell öffentlich aufgeführt. Trotz der Bezeichnung hatte diese Aufführung eigentlich nichts mit dem althergebrachten Zapfenstreichzeremoniell zu tun, es handelte sich schlichtweg um eine Aneinanderreihung von Märschen, Arbeiterliedern und der Nationalhymne der DDR als Abschluss, ein Zeremoniell, das richtiger als „Serenade“ hätte bezeichnet werden müssen. Die ausgewählten Stücke sowie der Ablauf wurden auch nicht als verbindlich für eventuelle spätere Aufführungen festgesetzt.
Zum X. Parteitag der SED im Jahr 1981, der mit dem 25-jährigen Bestehen der NVA zusammenfiel, wurde ein neu konzipierter, reglementierter Großer Zapfenstreich zusammengestellt. Für die Zusammenstellung der Musikstücke und die Arrangements zeichnete Gerhard Baumann als  Chef des Musikwesens der NVA verantwortlich. Der Große Zapfenstreich in seiner neuen Form wurde am 28. Februar 1981 an der Neuen Wache (damals: Mahnmal der Opfer des Faschismus und Militarismus) in Berlin uraufgeführt. Auch die späteren Aufführungen sollten dann an diesem Ort stattfinden. Übliche Anlässe waren jeweils der Tag der NVA am 1. März und der Nationalfeiertag der DDR am 7. Oktober.

## Ablauf
Ausführende des Großen Zapfenstreichs der NVA waren mindestens ein  Musikkorps (üblicherweise das Zentrale Orchester der NVA), ein Ehrenbataillon und eine Abteilung Fackelträger.
1. Anmarsch des Großen Zapfenstreiches zum Parademarsch der NVA Nr. 1 von Schulz
2. Einnehmen der Positionen und Aufmarsch der Fackelträger
3. Abspielen der nach sowjetischem Vorbild gestalteten Paradefanfare und Meldung des kommandierenden Offiziers an den Abnehmenden
4. Begrüßung der Einheiten durch den Abnehmenden, worauf diese nach sowjetischem Vorbild mit einem schnellen "Hurra! Hurra! Hurra!" antworteten
5. Locken zum Zapfenstreich (Spielmannszug)
6. Preußischer Zapfenstreichmarsch (Musikkorps)
7. Festliche Zapfenstreichmusik (Musikkorps); sie war eine etwa 15 Minuten dauernde Zusammenstellung von traditionellen Arbeiter- und Parteiliedern (z. B. Wir sind des Geyers schwarzer Haufen, Im Januar um Mitternacht, Brüder, zur Sonne, zur Freiheit und das Lied der Partei).
8. Ehrung der Opfer des Faschismus und des Militarismus (Vortreten und Senken der Truppenfahne vor dem Mahnmal, Abspielen des traditionellen russischen Trauermarsches Unsterbliche Opfer)
9. Auferstanden aus Ruinen von Eisler
10. Zapfenstreichfinale (konzertante Bearbeitung des Liedes Für den Frieden der Welt)
11. Vorbeimarsch des Ehrenbataillons und des Musikkorps zum Yorckschen Marsch von Beethoven

## Unterschiede zum traditionellen Großen Zapfenstreich
- Aufmarsch eines Ehrenbataillons mit Vertretern aller drei Teilstreitkräfte (LaSK, LSK/LV, VM)
- Mitführen einer Truppenfahne
- Verzicht auf das Spielen des Yorckschen Marsches beim Einzug
- Einfügen der Paradefanfare
- Verzicht auf die Retraite (Zapfenstreichsignale der Kavallerie)
- Verzicht auf eine Serenade (mehrere vom Anlass bzw. Wunsch des Abnehmenden abhängige beliebige Musikstücke), stattdessen die „Festliche Zapfenstreichmusik“
- Verzicht auf das Gebet, stattdessen „Gedenken an die Opfer des Faschismus und Militarismus“
- Einfügen eines weiteren konzertanten Stücks nach dem Spielen der Nationalhymne (Zapfenstreichfinale)
- Vorbeimarsch des Ehrenbataillons und des Musikkorps vor dem Ehrenmal nach Beendigung des eigentlichen Zapfenstreichzeremoniells unter den Klängen des Yorckschen Marsches.